# Труа-Ривьер
Труа́-Ривье́р (фр. Trois-Rivières — Три реки) — пятый по величине город в канадской провинции Квебек. Труа-Ривьер — это также крупнейший населённый пункт и столица историко-культурного и административного региона Мориси в самом сердце Квебека. Население — 139 тыс. человек.

## География
Труа-Ривьер имеет важное стратегическое значение для провинции Квебек. Он расположен на северном берегу реки Святого Лаврентия, чья долина густо населена. Также это главный транзитный пункт, расположенный между крупнейшим мегаполисом Квебека — городом Монреаль и столицей провинции — Квебеком. Напротив, на южном берегу реки располагается город Беканкур.

## История и топонимика
В 1615 году в этой местности появились первые сторожки французских дровосеков и охотников за пушниной, которые прибывали сюда для торговли с индейцами племени микмак из г. Квебека, основанного французами в 1608 году. Полноценный военный форт появился 4 июля 1634 года. В число первых поселенцев вошли 13 французов: 10 мужчин и 3 женщины. Таким образом, это второе по времени поселение современной Канады после города Квебек, основанного в 1608 году. Город расположен на трёх рукавах устья реки Святого Мориса при её впадении в реку Святого Лаврентия (откуда и его название, в переводе с французского означающее «три реки»).
Нехватка европейских женщин компенсировалась за счёт тесной связи первых французов с женщинами из индейских племен, что поощрялось французской короной. До начала массовой французской колонизации в окрестностях форта сформировалась прослойка франко-индейских метисов, говоривших на местном франко-креольском языке магуа, отдельные черты которого до сих пор демонстрирует центрально-квебекский диалект французского языка.
В 1643 году город стал столицей губернаторства Труа-Ривьер, земли которого были разбиты на сеньории. Новая волна французских поселенцев прибыла в 1666 г., после усмирения ирокезов французскими войсками. В 1666—1673 годах город принял 75 королевских дочерей, прибывших из Франции с целью выхода замуж в Канаде при финансовой поддержке короля. Население самого города выросло со 150 человек в 1666 до 586 человек в 1760 году. После 1737 года, по завершении строительства королевской дороги Квебек—Монреаль, поселенцы приступили к активному освоению всей прибрежной территории губернаторства. В итоге к моменту захвата британцами на территории всего губернаторства проживало 5 871 граждан Франции, из которых 90 % уже были местными уроженцами.
После британской оккупации в 1760 году здесь поселилось и некоторое количество англоязычных поселенцев (в основном, купцов и военных), давших ему аналогичное английское название Three Rivers. Хотя оно по-прежнему иногда фигурирует в названиях местных зданий (например, в названии местной академии), в современном английском используется почти исключительно французское Trois-Rivières. В 1764 году, британцы расформировали французское губернаторство и небольшой городок лишился столичного статуса. Примечательно, что жители города — труаривьерцы — по-французски именуются trifluviens (от латинского перевода названия города).

## Население
| Год  | Численность | Численность |
| ---- | ----------- | ----------- |
| 1971 | 55 200      | [ 3 ]       |
| 1981 | 50 000      | [ 4 ]       |
| 2011 | 131 338     | [ 5 ]       |
| 2016 | 134 413     | [ 6 ]       |
| 2019 | 138 134     | [ 7 ]       |
| 2020 | 139 618     | [ 8 ]       |
| 2021 | 139 163     | [ 9 ]       |
| 2022 | 142 598     | [ 8 ]       |

## Города-побратимы
- Тур, Франция (1973)[10]
- Цзиньчжоу, Китай (9 июля 1999)[11]
- Шатодён, Франция (12 июля 1971)[12]

## Известные уроженцы
- Жан Беливо (1931—2014) — канадский хоккеист.
- Ги Маршан (род. 1958) — поэт, литературный аниматор, культурный активист.